# Лио Бърт
Лио Бърт (на английски: Leo Burt) е американски престъпник, обвинен във връзка с атентата в Стърлинг Хол на 24 август 1970 г., в университета в Уисконсин-Мадисън, при който загива Робърт Фаснахт, изследовател по физика. Според сведенията, Бърт участва в направата и поставянето на бомбата.

## Биография
Роден в Дарби, Пенсилвания, Бърт израства в католическо семейство в Хавъртаун, Пенсилвания. Той завършва училище, където учат само момчета, като е активен спортист. Записва се в университета в Уисконсин-Мадисън, където е част от отбора по академично гребане. След като е изключен от отбора, той става по-активен в журналистиката и студентската политика.
Бърт се радикализира, след като е бит от полицай, докато отразява протест срещу стрелбата в Кентския университет.
Атенатата в Стърлинг Хол в Уисконсинския университет убива Робърт Фаснахт, изследовател по физика, и причинява наранявания на трима други. Също така причинява щети на стойност 2,1 милиона долара.
Бърт и неговите помагачи бягат в Канада, където са проследени от ФБР. За последно Бърт е забелязан на 30 август 1970 г., когато той и Дейвид Файн бягат от жилището си в Питърбъроу, Онтарио, Канада, тъй като полицията е след тях. Бърт оставя портфейл с фалшива лична карта, използващ псевдонима Юджийн Доналд Филдстън. Бърт е обвинен от федералното правителство на 2 септември 1970 г. за саботаж, унищожаване на държавна собственост и заговор. Въпреки че е в списъка на десетте най-търсени от ФБР за 6 години (от 4 септември 1970 г. до 7 април 1976 г.), Бърт никога не е заловен и все още е на свобода, а наградата за информация за него е 150 000 долара. В допълнение към федералните обвинения все още има висящи държавни обвинения срещу Бърт.
На 29 септември 2007 г. Бърт е включен в телевизионната поредица на Fox – „America's Most Wanted“ като „Призракът на Уисконсин“.
През 2010 г., близо до четиридесетата годишнина от атентата, са получени няколко сигнала във ФБР за възможното местонахождение на Бърт, в това число и наблюдение в приюти за бездомници в Денвър. Някои предполагат, че той може да е в района на Сент Катаринс, Онтарио, район, който е посещавал през летните месеци. Много анонимни сигнали посочват, че са го забелязали в Лейкуд през 2010 г.